# تپه باستانی دستجرد
تپه باستانی دستجرد مربوط به دوره اشکانیان - دوره ساسانیان است و در شهرستان اسفراین، بخش بام وصفی آباد، دهستان بام، ۱۰۰ متری جنوب روستای دستجرد واقع شده و این اثر در تاریخ ۲۵ آبان ۱۳۸۷ با شمارهٔ ثبت ۲۳۷۵۲ به‌عنوان یکی از آثار ملی ایران به ثبت رسیده است.